# Pince-moi je rêve
 (juin 2015).
Si vous disposez d'ouvrages ou d'articles de référence ou si vous connaissez des sites web de qualité traitant du thème abordé ici, merci de compléter l'article en donnant les références utiles à sa vérifiabilité et en les liant à la section « Notes et références ».
Pince-moi je rêve est une émission de télévision française pour la jeunesse animée par Éric Galliano avec Valérie Pascale, Alain Connan (décembre 1991 - avril 1992), et avec Charlotte Clemencet et Jean-Marie Retby (été 1992). Elle a été diffusée du 23 décembre 1991 au 5 septembre 1992 sur Antenne 2.

## Historique
Au cours des vacances de Noël 1991, l'émission a été lancé sur Antenne 2 sous le titre Astuce et boules de neige. Le générique était illustré par le dessinateur Cabu, toujours fidèle aux émissions du service public.

## Dessins-animés diffusés
- Archie Classe
- Foofur
- Kwicky Koala
- Les Gnons
- Les Pierrafeu
- Les Tiny Toons
- Tortues Ninja : Les Chevaliers d'écaille
- Mantalo
- Marianne 1ère
- Super Mario Bros.

## Séries diffusées
- Mes deux papas
- Petite Merveille
- La Famille Fontaine
- Mamie casse-cou ( Super Gran (en) )

## Générique de l'émission
Le générique était interprété par Éric Galliano et Valérie Pascale sur une musique dynamique.